# Synagoge (Iwjanez)

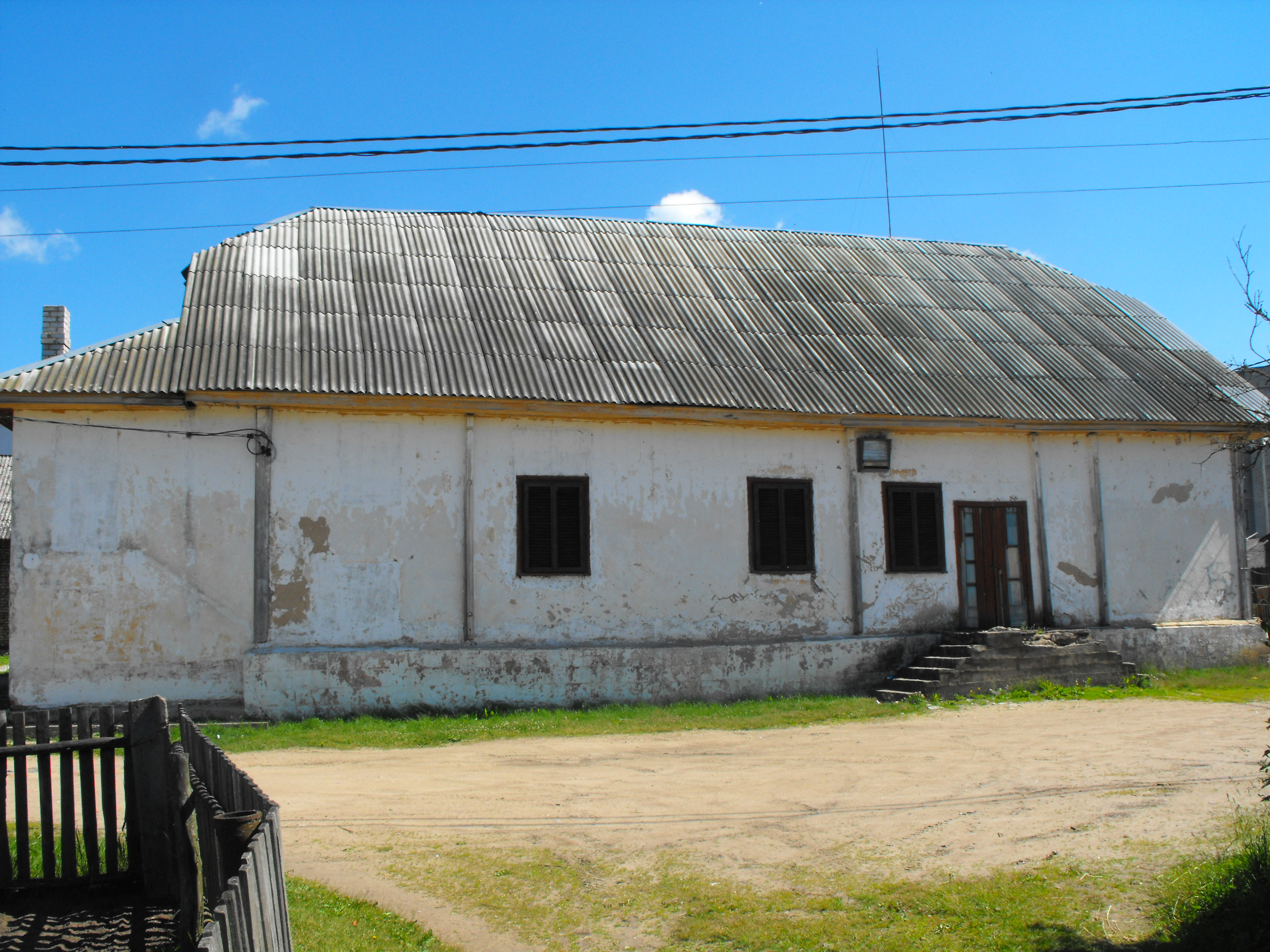
Synagoge in Iwjanez (2012)

Die Synagoge in Iwjanez, einer belarussischen Gemeinde der Rajon Waloschyn in der Minskaja Woblasz, wurde 1912 errichtet. Die profanierte Synagoge wird heute als Kirche genutzt.
In Iwianiec war vor 1941 der Anteil der jüdischen Bevölkerung hoch. Der überwiegende Teil der jüdischen Bevölkerung wurde von den deutschen Besatzern während des Zweiten Weltkriegs ermordet.